# Ванесса Фернандіш
Ванесса Фернандіш (порт. Vanessa Fernandes, 14 вересня 1985) — португальська тріатлоністка, олімпійська медалістка.

## Досягнення
- Олімпійські ігри: друге місце — 2008
- Чемпіонат світу: перше місце — 2007; друге місце — 2006; третє місце — 2003
- Кубок світу: перше місце (2) — 2006, 2007; третє місце — 2005.
- Чемпіонат світу (дуатлон): перше місце (2) — 2007, 2008.
- Чемпіонат Європи: перше місце (5) — 2004, 2005, 2006, 2007, 2008; третє місце — 2009.
- Чемпіонат Європи (дуатлон): перше місце — 2006.

- Молодіжний чемпіонат Європи: перше місце (3) — 2005, 2006, 2008.

- Юніорський чемпіонат світу (дуатлон): перше місце — 2003.
- Юніорський чемпіонат Європи: перше місце — 2003; третє місце — 2002.
- Юніорський чемпіонат Європи (дуатлон): третє місце — 2002.

## Статистика
Статистика виступів на головних турнірах світового тріатлону:
| Дата | Назва турніру             | Місце | Очки     | Примітки |
| ---- | ------------------------- | ----- | -------- | -------- |
| 2004 | Чемпіонат світу           | 5     | 01:53:32 |          |
|      | Олімпійські ігри          | 8     | 02:06:13 |          |
|      | Кубок світу               | 6     |          |          |
| 2005 | Чемпіонат світу           | 4     | 02:00:20 |          |
|      | Кубок світу               | 3     |          |          |
| 2006 | Чемпіонат світу           | 2     | 02:04:48 |          |
|      | Кубок світу               | 1     |          |          |
| 2007 | Чемпіонат світу (дуатлон) | 1     | 01:54:06 |          |
|      | Чемпіонат світу           | 1     | 01:53:27 |          |
|      | Кубок світу               | 1     | 439      | [ 1 ]    |
| 2008 | Чемпіонат світу           | 10    | 02:04:34 |          |
|      | Олімпійські ігри          | 2     | 01:59:33 |          |
|      | Чемпіонат світу (дуатлон) | 1     | 02:00:51 |          |
|      | Кубок світу               | 11    | 124      | [ 2 ]    |
| 2010 | Світова серія             | 61    | 397      | [ 3 ]    |